# (14845) Hegel
(14845) Hegel ist ein im äußeren Hauptgürtel gelegener Asteroid, der am 3. November 1988 vom deutschen Astronomen Freimut Börngen an der Thüringer Landessternwarte Tautenburg (Sternwarten-Code 033) im Tautenburger Wald in Thüringen entdeckt wurde.
Der Asteroid wurde am 26. Juli 2000 nach dem deutschen Philosophen Georg Wilhelm Friedrich Hegel (1770–1831) benannt, der als wichtigster Vertreter des deutschen Idealismus gilt und dessen Werk sich in die Bereiche „Logik“, „Naturphilosophie“ und „Philosophie des Geistes“ gliedert.